# تنمية القطاع الخاص

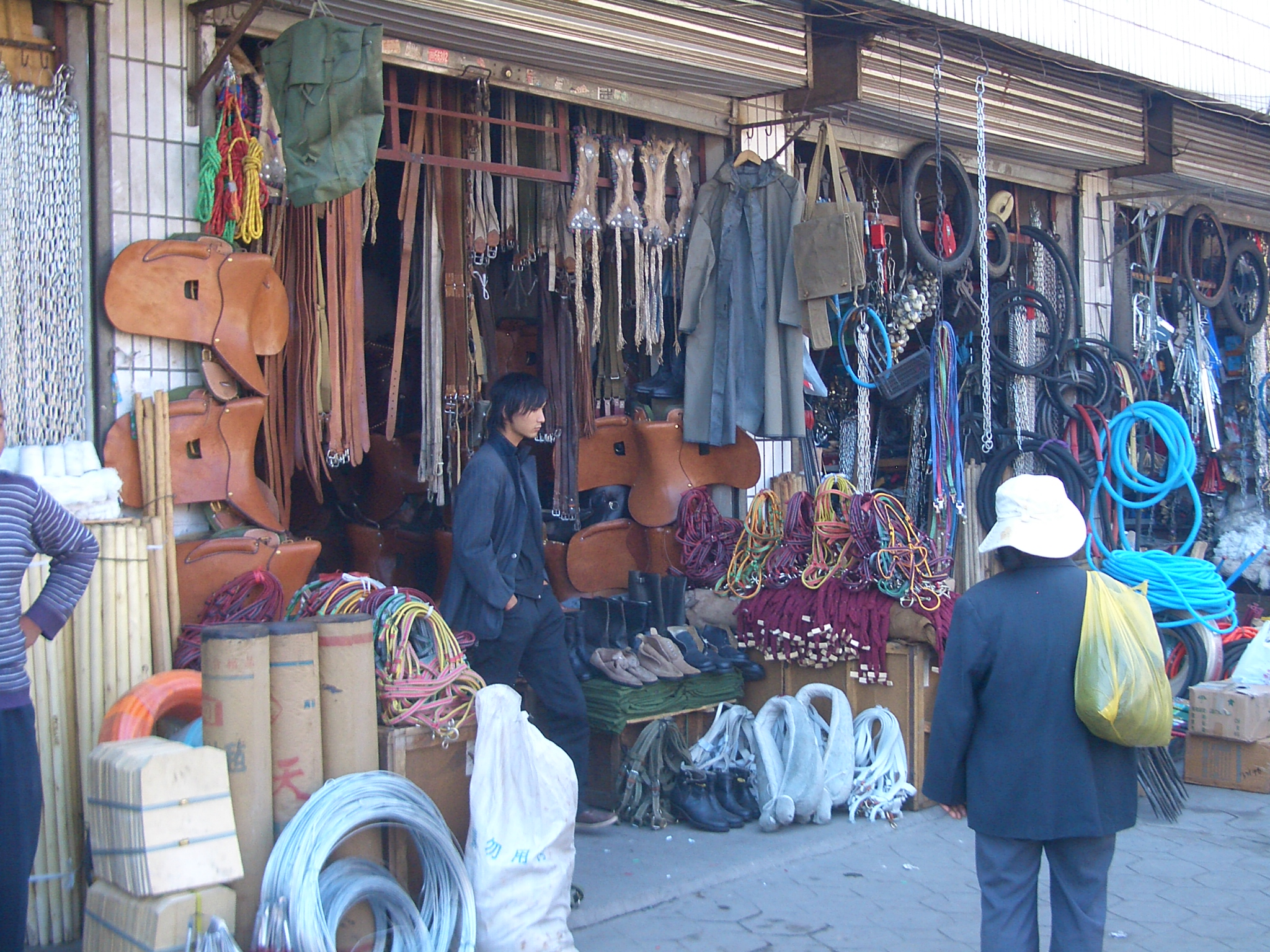
صورة لمتجر خاص في أحد الأسوق

تنمية القطاع الخاص هو مصطلح في صناعة التنمية الدولية يشير إلى مجموعة من الاستراتيجيات لتعزيز النمو الاقتصادي؛ والحد من الفقر في البلدان النامية من خلال بناء مؤسسات خاصة. يمكن تحقيق ذلك من خلال العمل مع الشركات بشكل مباشر، أو مع المنظمات الأعضاء لتمثيلهم، أو من خلال مجموعة من مجالات السياسة والتنظيم لتعزيز الأسواق العاملة والتنافسية.

## طرق تنمية القطاع الخاص

### إصلاح بيئة الأعمال
من المرجح أن يعاني النمو والحد من الفقر حيثما يعرقل التنظيم غير المناسب، والضرائب المفرطة، والافتقار إلى المنافسة العادلة، والافتقار إلى الصوت أو بيئة السياسات غير المستقرة ريادة الأعمال والأسواق. عادةً ما يمول المانحون أولًا تحليلات بيئة الأعمال، مثل تقارير البنك الدولي عن ممارسة الأعمال (مؤشر سهولة ممارسة الأعمال)، وذلك لتحديد القيود الرئيسية التي تعترض نمو الأعمال. يعمل المانحون بعدها مع الحكومة وأصحاب المصالح الآخرين لتنفيذ الإصلاحات.
يمكن للقطاع الخاص نفسه أن يلعب دورًا مهمًا في الدعوة إلى بيئة أعمال أفضل. تعمل العديد من وكالات التنمية على تعزيز قدرة الشركات وجمعيات الأعمال على الانخراط في حوار بين القطاعين العام والخاص مع الحكومات.

### روابط الأعمال وتطوير سلسلة القيمة
سلسلة القيمة هي سلسلة من النشاطات التي تؤديها المؤسسات عندما تنتج سلعة أو خدمة، مما يضيف قيمة إلى المنتجات في كل مرحلة. يسعى تطوير سلسلة القيمة إلى تعظيم قيمة أي نوع معين من المنتجات، وذلك مع أقل تكلفة ممكنة للمنتجين، في الأماكن الموجودة على طول سلسلة الإنتاج التي تعطي فائدة أكبر للفقراء. إن إحدى الطرق هي تحسين عمليات الإنتاج. هناك طريقة أخرى تتمثل في زيادة روابط الأعمال بين الأعمال التي يمتلكها الفقراء أو يعملون بها؛ والأعمال التي يمكن أن توفر لهم فرصًا جديدة وأكثر ربحية كعملاء أو موردين.

### خدمات تنمية الأعمال
تسعى هذه الطريقة إلى بناء أسواق في الخدمات التي تعمل على تحسين أداء المؤسسات الفردية. تتمثل بعض أهم أسواق خدمات تنمية الأعمال في مجالات التدريب، والاستشارات، والتسويق، ومعلومات السوق، وتكنولوجيا المعلومات ونقل التكنولوجيا. ينبغي للجهات المانحة بشكل مثالي، بالنسبة للكثيرين داخل مجتمع التنمية، عدم التعهد بخدمات تنمية الأعمال بشكل مباشر، وينبغي عليهم بدلًا من ذلك تيسير أعمال موفري خدمات تنمية الأعمال التجاريين لتحقيق الاكتفاء الذاتي، وذلك من خلال تحسين تقنياتهم وتحديد مصادر عملاء جدد. يمكن أن تكون أسواق خدمات تنمية الأعمال مستدامة، وذلك حيث يسترد موفرو الخدمات تكاليفهم من خلال الرسوم التي يفرضونها مقابل الخدمات.
توجد خدمات تنمية الأعمال أيضًا في البلدان المتقدمة حيث تجسدت الحجة المقدمة بأن سوق تنمية الأعمال فاشلة، وبالتالي ينبغي للحكومة تمكين هذا السوق. تشير تجربة البلدان المتقدمة إلى أن رسوم المشورة المدعومة من الجمهور كانت سياسة غير ناجحة. تشير الدلائل في الواقع إلى أن العمل المكثف المدعوم مع عدد قليل نسبيًا من عملاء الأعمال يسير بشكل جيد؛ مما يوحي بأن شرط أن تكون خدمات تنمية الأعمال ذاتية التمويل أمر مرهق للغاية.

### تنمية أنظمة السوق
تهدف طريقة تنمية أنظمة السوق، المعروفة أيضًا باسم إم فور بّي، إلى فهم كيفية تفاعل الفقراء مع أنظمة السوق، وكيف يمكن تغيير هذه الأنظمة لتحسين حياتهم. تهدف هذه الطريقة إلى إحداث تأثير مستدام واسع النطاق من خلال التركيز على الأسواق الشاملة، وذلك بدلًا من استهداف الجهات الفاعلة الفردية داخل تلك السوق. يمكن أن يشمل برنامج تنمية أنظمة السوق عناصر مختلفة لتطوير سلسلة القيمة، وخدمات تنمية الأعمال و/أو إصلاح بيئة الأعمال. تشمل الجهات المانحة التي كانت رائدة في في مجال تنمية أنظمة السوق وزارة التنمية الدولية في المملكة المتحدة، ووزارة الشؤون الخارجية والتجارة بالحكومة الأسترالية، والوكالة السويدية للتنمية والتعاون الدولي والوكالة السويسرية للتنمية والتعاون. يُعد تبادل بناء أسواق فعالة وسهلة الوصول مصدرًا رئيسيًا للمعلومات المتعلقة بطريقة تنمية أنظمة السوق.

### النمو الأخضر
تعمل العديد من وكالات التنمية في الأسواق النامية لتوجيه الأموال المجموعة للتخفيف من آثار تغير المناخ والتكيف معها في البلدان الصناعية (الدول المتقدمة) نحو المبادرات التي تقلل انبعاثات الكربون في العالم النامي. تُستخدم استراتيجيات التنمية منخفضة الانبعاثات لربط القطاعين العام والخاص بهدف تمكين النمو في صناعة أو منطقة معينة. تجادل الوكالات أيضًا بأن التحدي المتمثل في التصدي لتغير المناخ يمكن أن يولد فرص عمل ودخل لائقين لملايين عديدة من الفقراء إذا أُدير بشكل مناسب.

### التمكين الاقتصادي للمرأة
تُستبعد النساء بشكل منهجي من فرص العمل في أجزاء كثيرة من العالم النامي. يمكن للتمييز أن يضر بالنساء في وصولهن إلى المعرفة والمهارات اللازمة للنجاح في الأعمال التجارية. يمكن للقوانين التي تحرم المرأة من الوصول إلى الملكية في الوقت نفسه أن تُصعِّب عليها جمع رأس المال اللازم.

### التنمية الاقتصادية المحلية
تبدأ التنمية الاقتصادية المحلية عادةً بتحليل اقتصاد منطقة أو بلدية معينة، وتحديد الفرص لتعزيز آفاقها. يمكن لاستراتيجيات التنمية الاقتصادية المحلية الجمع بين أي مما يلي: إصلاح بيئة الأعمال، وتطوير سلسلة القيمة، وتطوير البنية التحتية، والابتكار وسياسة التكنولوجيا، والتخطيط و/أو تنمية المهارات. غالبًا ما تشرك برامج التنمية الاقتصادية المحلية الحكومات المحلية والإقليمية والقطاع الخاص والمجتمع المدني في تصميم البرامج وتنفيذها. تُعد LEDknowledge.org قاعدة بيانات مفتوحة الوصول للمنشورات المتعلقة بالتنمية الاقتصادية المحلية. تملك لجنة المانحين لتنمية المشاريع صفحة معرفية حول التنمية الاقتصادية المحلية والتكتلات.

### شراكة القطاع العام والخاص
تعمل العديد من وكالات التنمية الآن بشكل مباشر مع الشركات لتقديم تأثيرات تنموية. تغطي هذه الشراكات بين القطاعين العام والخاص أو شراكات التنمية بين القطاعين العام والخاص مجموعة واسعة من النشاطات. تُعد السمة المشتركة لمعظم الشراكات بين القطاعين العام والخاص هدفًا للاستفادة من التأثير الإنمائي لنشاطات الأعمال الأساسية للشركات. تتمثل إحدى الطرق الشائعة بشكل متزايد في إنشاء صندوق التحدي، حيث تتنافس الشركات للحصول على تمويل من المانحين، وتتنافس لتحقيق أقصى قدر من التأثير الإنمائي لأموال المنح المتاحة. تساعد برامج الشراكة بين القطاعين العام والخاص الأخرى الشركات في العثور على شركاء أعمال في البلدان النامية، أو تقديم الدعم الفني والخبرة.

### الوصول إلى التمويل
يرى معظم الخبراء أن الحصول على التمويل بتكلفة ميسورة أمر حيوي للمؤسسات الخاصة في العالم النامي. تعتبر بعض وكالات التنمية ذلك جزءًا من تنمية القطاع الخاص، إلا أن العديد منهم تعامله على أنه مجال منفصل في حد ذاته.

### تنمية القطاع الخاص في البيئات المتأثرة بالنزاع
يمثل النزاع تحديات فريدة وفرصًا مميزة لتطوير القطاع الخاص. يعطل النزاع من ناحية أخرى الأداء المنتظم للأسواق، ويخلق اقتصاد الحرب بدلًا من ذلك. يجب أن يكون ممارسو تنمية القطاع الخاص حساسين تجاه تأثير نشاطاتهم على حالة النزاع، وذلك مثل الآثار على توزيع الموارد، فضلًا عن آثار النزاع على أنشطتهم. يمكن أن تلعب تنمية القطاع الخاص من ناحية أخرى دورًا في بناء السلام والاستعداد للتنمية المستقبلية، وذلك عندما توفر فرصًا عملية وتجارية.

### السياسة الصناعية
تُعرَّف السياسة الصناعية على نطاق واسع بأنها تدخل حكومي انتقائي لتعزيز قطاع اقتصادي معين وتعزيز التغيير الهيكلي. يمكن لهذه السياسة أن تستهدف قطاعات التصنيع أو الزراعة أو الخدمات.

### سياسة الابتكار
يُعد الابتكار محركًا مهمًا للقدرة التنافسية والنمو وتوليد فرص العمل. «يُفهم الابتكار على أنه تقديم ناجح تجاريًا أو تنفيذ ابتكار تقني أو تنظيمي» في سياق تنمية القطاع الخاص. يغطي دعم الوكالات المانحة للابتكار مجموعة واسعة من النشاطات، بما في ذلك تهيئة الظروف الإطارية المناسبة للابتكار، وتطوير القدرات الابتكارية للشركات. يمكن لذلك أن يشمل خدمات الاستشارات التجارية والدعم، والتمويل وتنمية المهارات، ومحاضن الأعمال وخدمات الإرشاد التكنولوجي، وذلك بالإضافة إلى أساليب سلسلة القيمة والتكتل.

### التحول الرقمي
تقود التقنيات الرقمية الثورة الصناعية الرابعة في القرن الحادي والعشرين؛ ومن المرجح أن تؤدي جائحة فيروس كورونا إلى زيادة سرعة التغيير. يمكن للتحول الرقمي للشركات والصناعات والاقتصادات أن يعزز الإنتاجية والابتكار والوصول إلى الأسواق العالمية للمنتجين في البلدان النامية. من المرجح، من ناحية أخرى، أن تجد العديد من البلدان الفقيرة والقوى العاملة ذات المهارة المناسبة والبيئة التنظيمية الملائمة نفسها في الطرف الخطأ من الفجوة الرقمية العالمية؛ وذلك من دون البنية الأساسية اللازمة (مثل الحصول إلى الكهرباء والشبكات الموثوقة).

### تنمية القطاع الخاص في أعقاب الأزمة المالية
أثارت الأزمة المالية العالمية بالنسبة للكثير من الناس تساؤلات حول الطرق التي ينبغي أن تُنظَم بها الأسواق من أجل ضمان التنمية المستدامة طويلة الأجل. يرى الكثيرون أن إحياء الاقتصادات من خلال إطلاق القطاع الخاص في الوقت نفسه على أنه في صميم الاستجابة العالمية؛ وذلك مع مواجهة العديد من البلدان الآن نموًا أبطأ وارتفاعًا في معدلات البطالة.